# Arthur Gordon Webster
Arthur Gordon Webster (Brookline, 28 de novembro de 1863 — Worcester, 15 de maio de 1923) foi um físico estadunidense.
Foi fundador da American Physical Society.

## Vida
Filho de William Edward Webster e Mary Shannon Davis. Casou em 8 de outubro de 1889 com Elizabeth Munroe Townsend, filha do capitão Robert Townsend e Harriett Munro.
Apresentou uma Colloquium Lecture em 1898.

## Livros
- «Theory of electricity and magnetism, being lectures on mathematical physics» (London, MacMillan, 1897)
- «The dynamics of particles and of rigid, elastic, and fluid bodies: being lectures on mathematical physics» (Leipzig, B.G. Teubner, 1912)
- The Partial Differential Equations of Mathematical Physics (1927) (posthumous, with a second edition by Samuel J. Plimpton published by Teubner in 1933. This second edition was reprinted by Dover in 1966)